# Сокуры
Сокуры́ (тат. Сокуры) — село в Лаишевском районе  Республики Татарстан, административный центр муниципального образования «Сокуровское сельское поселение». Родина поэта Гавриила Державина.

## География
Село находится на севере района, в 20 км к юго-востоку от Казани на автомобильной дороге Р239 «Казань — Оренбург ‒ Акбулак ‒ граница с Республикой Казахстан», в месте примыкания к ней дороги Сокуры – Кирби – Никольское.

## Население
| 1782 | 1859 | 1897 | 1908 | 1920 | 1926 | 1949 | 1958 | 1970 | 1979 | 1989 | 2002 | 2008 | 2010 |
| ---- | ---- | ---- | ---- | ---- | ---- | ---- | ---- | ---- | ---- | ---- | ---- | ---- | ---- |
| 87   | 447  | 759  | 857  | 1062 | 1299 | 864  | 580  | 606  | 565  | 885  | 1055 | 1087 | 1066 |

## Экономика
Полеводство.

## Социальная инфраструктура
Средняя школа, детский сад, дом культуры, библиотека.

## Транспорт

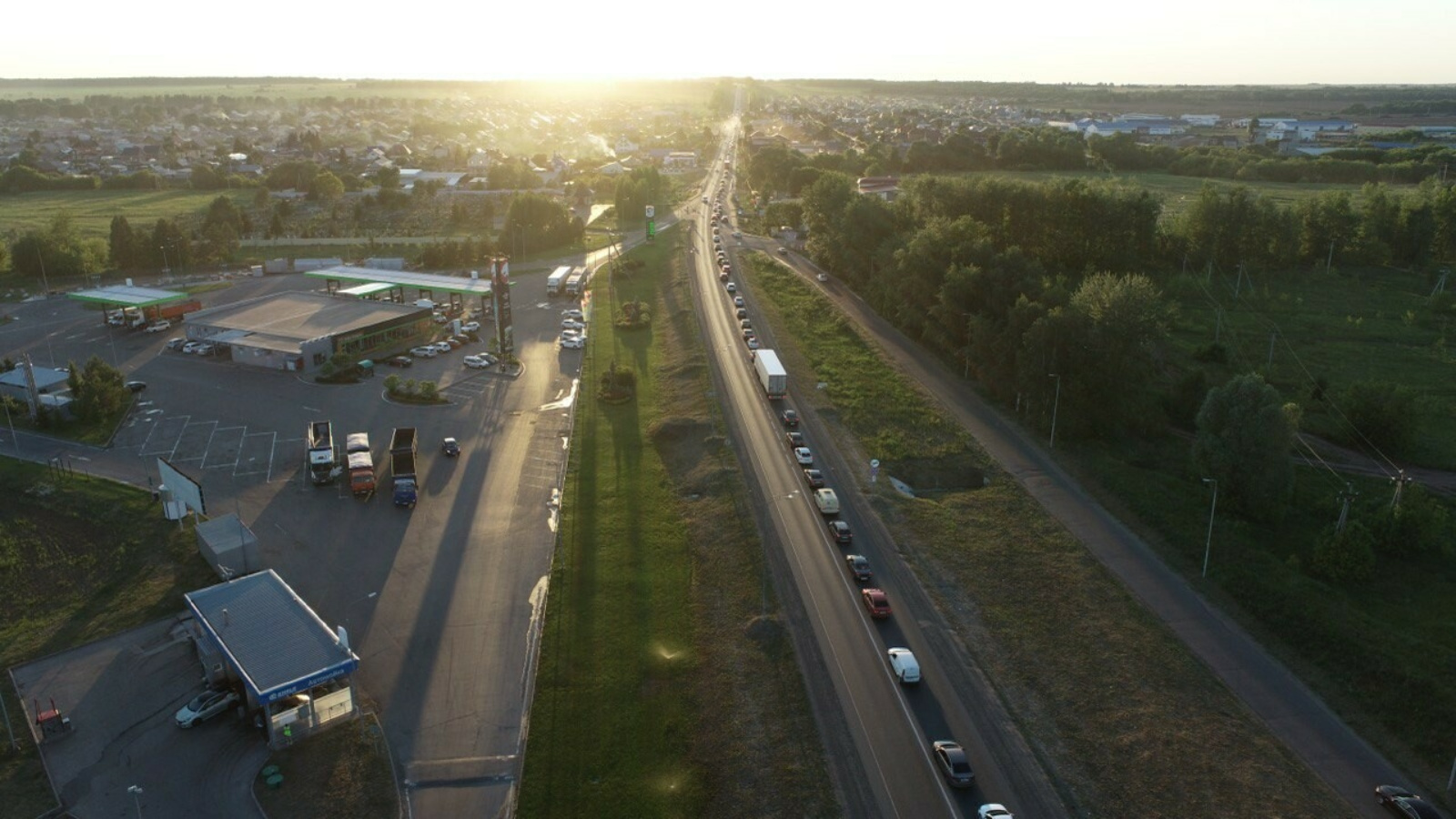
Выезд из села Сокуры по трассе Р239

Реконструкцию федеральной автодороги Р239 «Казань — Оренбург ‒ Акбулак ‒ граница с Республикой Казахстан» со строительством обхода Сокуров планируется провести на участке с 20 по 43 км. В частности, предполагается расширить этот участок до четырёх полос движения, построить шесть разноуровневых транспортных развязок, включая шесть путепроводов в их составе, а также два моста через реки Мёша и Каипка и шесть надземных пешеходных переходов.

## Религиозные объекты
Мечеть; церковь.

### Комментарии
1. ↑  душ мужского пола